# 蕊木酮
蕊木酮是一种含氮有机化合物，分子式C20H22N2O，属于色胺衍生物生物碱，存在于白堅木屬（Aspidosperma）植物中。